# Conchal
Conchal este un oraș în São Paulo (SP), Brazilia.